# Ephrem Tuyishimire
Ephrem Tuyishimire, né le 1er janvier 1996, est un coureur cycliste rwandais.

## Biographie
En 2015, Ephrem Tuyishimire termine septième du contre-la-montre et dixième de l'épreuve en ligne aux championnats du Rwanda, à 19 ans. Au mois de novembre, il participe à son premier Tour du Rwanda. Malade, il ne se présente pas au départ de la sixième étape.
En 2016, il se classe huitième du Tour du Cameroun et cinquième du championnat du Rwanda du contre-la-montre. 

## Palmarès
- 2016
  - 2e du championnat du Rwanda du contre-la-montre espoirs
- 2017
  -  Champion du Rwanda du contre-la-montre espoirs

## Classements mondiaux
| Année           | 2015 | 2016 | 2017 |
| --------------- | ---- | ---- | ---- |
| UCI Africa Tour | 225e | 192e | 196e |